# Ель-Пасо (Іллінойс)
Ель-Пасо (англ. El Paso) — місто (англ. city) в США, в округах Вудфорд і Маклейн штату Іллінойс. Населення — 2756 осіб (2020).

## Географія
Ель-Пасо розташований за координатами 40°44′26″ пн. ш. 89°1′5″ зх. д. / 40.74056° пн. ш. 89.01806° зх. д. (40.740587, -89.018105).  За даними Бюро перепису населення США в 2010 році місто мало площу 5,53 км², уся площа — суходіл.

## Демографія
Згідно з переписом 2010 року, у місті мешкало 2810 осіб у 1055 домогосподарствах у складі 734 родин. Густота населення становила 509 осіб/км².  Було 1114 помешкання (202/км²).
Расовий склад населення:
| - 97,0 % — білих - 0,7 % — азіатів - 0,6 % — чорних або афроамериканців - 0,3 % — корінних американців |

До двох чи більше рас належало 1,0 %. Частка іспаномовних становила 1,3 % від усіх жителів.
За віковим діапазоном населення розподілялося таким чином: 24,8 % — особи молодші 18 років, 59,3 % — особи у віці 18—64 років, 15,9 % — особи у віці 65 років та старші. Медіана віку мешканця становила 38,8 року. На 100 осіб жіночої статі у місті припадало 93,4 чоловіків;  на 100 жінок у віці від 18 років та старших — 89,3 чоловіків також старших 18 років.
Середній дохід на одне домашнє господарство  становив 60 838 доларів США (медіана — 46 893), а середній дохід на одну сім'ю — 68 112 долари (медіана — 53 654). Медіана доходів становила 46 420 доларів для чоловіків та 39 250 доларів для жінок. За межею бідності перебувало 14,1 % осіб, у тому числі 13,2 % дітей у віці до 18 років та 5,3 % осіб у віці 65 років та старших.
Цивільне працевлаштоване населення становило 1308 осіб. Основні галузі зайнятості: освіта, охорона здоров'я та соціальна допомога — 21,1 %, виробництво — 17,5 %, роздрібна торгівля — 16,1 %.